# Aphanistes hopperi
Aphanistes hopperi är en stekelart som beskrevs av Dasch 1984. Aphanistes hopperi ingår i släktet Aphanistes och familjen brokparasitsteklar. Inga underarter finns listade i Catalogue of Life.